# 천축사 (서울)
천축사(天竺寺)는 서울특별시 도봉구, 도봉산에 있는 조계종 사찰이다.

## 소장 문화재
- 천축사 비로자나삼신불도 (서울특별시 유형문화재 제292호)
- 천축사 비로자나삼신괘불도 (서울특별시 유형문화재 제293호)
- 천축사 목조석가삼존불 (서울특별시 유형문화재 제347호)
- 천축사 목조불단 (서울특별시 유형문화재 제366호)